# Eric-Jan Overbeek
Eric-Jan Overbeek (Nieuw-Vennep, 5 april 1967) alias ‘Mr. Boogie Woogie’ is een Nederlands  boogiewoogiepianist. Als dertienjarige werd Overbeek, hoewel hij klassiek pianoles kreeg, gegrepen door ‘de boogiewoogie’, waarna hij zich in rap tempo ontwikkelde tot een opvallende en energieke boogiewoogiepianist en in 1988 wint hij dan ook een Bluesconcours in Leeuwarden.
In 1990 wordt de band Mr. Boogie Woogie & the Firesweep Bluesband door hem opgericht en samen met André Valkering neemt hij in 1993 een cd op, getiteld ‘Boogie Woogie Special’. 
In Schouwburg De Meerse in Hoofddorp vindt sinds 1994 de ‘Boogie & Blues Night Haarlemmermeer’ plaats, die jaarlijks door Overbeek wordt georganiseerd. 
In 2001 besloot Overbeek dat het tijd was om zijn “grensen te verleggen” naar Amerika, waarop hij binnen een jaar vijf keer daar naartoe reisde. Hier trad hij onder andere op in New York, Chicago, Tucson, Memphis en Arizona.
Overbeek werd uitgeroepen tot ‘Beste Europese Blues Pianist 2005’ en ‘Beste Nederlandse Blues Pianist 2010’. Tevens werd hij genomineerd voor ‘Beste Nederlandse Blues Pianist 2012’. 
Naast Nederland treedt Overbeek ook op in Amerika, Canada, Engeland, Frankrijk, Duitsland, België, Spanje, Polen en Corsica. Onder zijn eigen platenlabel ‘Firesweep Record’ (1991-2013) bracht hij 12 cd's, 1 dvd, 2 elpees en 2 cd-singles uit.